# Fly
|  | Per a altres significats, vegeu «Riu Fly». |

Fly (DRAGON QUEST -ダイの大冒険-, Dragon Quest - Dai no Daibōken -) és una sèrie de manga basada en la saga de videojocs Dragon Quest, escrita per Riku Sanjo i dibuixada per Koji Inada. El manga es va serialitzar entre octubre de 1989 i desembre de 1996, i va ser recollit en 37 volums.
La sèrie narra les aventures de Fly, un nen criat en una illa de monstres bondadosos i entrenat per l'heroi llegendari Ivan, i dels seus companys, per tal de derrotar l'exèrcit dels dimonis.
Toei Animation va fer-ne una adaptació d'anime que es va emetre de juliol de 1991 a juliol de 1992 a la cadena TBS. Aquest anime va tenir un gran èxit en la versió catalana, que va emetre TV3 des del 13 d'abril de 1993 al 15 de juny del mateix any. A Canal 9 es va emetre l'estiu d'aquell mateix any. Aquesta adaptació no va ser acabada i presenta un final alternatiu que no clou la història.
Una segona adaptació d'anime es va emetre entre el 3 d'octubre de 2020 i 22 d'octubre de 2022.
Hi ha clares semblances d'estil entre Fly i Bola de Drac perquè, malgrat no ser-ne l'autor, Akira Toriyama va dissenyar els personatges del joc en què es basa la sèrie (les semblances entre en Fly i en Son Gohan de petit són enormes). La sèrie té per valor suprem l'honor, que tant els bons com la majoria dels dolents valoren per damunt de tot. També l'amistat, el sacrifici pels companys o superiors, el valor o la compassió són importants a Fly. Molts dolents o canvien de bàndol o tenen una mort llastimosa, i deixen de ser vistos com a personatges totalment malvats.

## Personatges

### Deixebles de l'Ivan
- Fly (Dai): és el protagonista de la història. Es tracta d'un nen criat a l'illa de Dermlin per Blas, un monstre bruixot. Somia en ser un gran heroi com el que va derrotar el Rei Dimoni anys enrere i la màxima qualitat que té és el valor. És un negat per la màgia. Es converteix en deixeble de l'Ivan, tot i que no acaba l'entrenament. Quan li apareix la marca del drac, un senyal amb forma de cap de drac, la seva força i resistència es multipliquen i és capaç de fer tota mena d'encanteris. Posteriorment, es descobreix que Fly és un Cavaller del Drac. Està enamorat de la princesa Liona.

- Pop (Poppu): és un deixeble de l'Ivan. És poruc, però aconsegueix superar la por demostrant gran valentia. És un aprenent de mag que domina encanteris d'atac. Des del principi de la història és al costat de Fly i el seu poder màgic va augmentant. Al manga va prenent protagonisme a mesura que es desenvolupa la història convertir-se en un gran secundari. Està enamorat de la Mam.

- Mam (Maamu): els seus pares van lluitar en el passat al costat de l'home del qual és una deixeble: l'Ivan. Aquest li va lliurar una pistola màgica que llença encanteris, ja que ella només pot fer servir encanteris de curació. Un altre mag ha de fer l'encanteri i dipositar-lo dins el cartutx. Quan la pistola màgica és destruïda abandona en Fly i en Pop per convertir-se en una guerrera, no sortint més a l'anime, però al manga torna molt forta gràcies a les ensenyances d'un mestre que també va lluitar amb Ivan i que acompanyarà els protagonistes fins i tot a la lluita final disfressat d'una forma peculiar. Mam també torna acompanyada per un nou personatge: Chu, un petit ratolí karateka sapastre que a pesar de ser dèbil, resultarà útil fins a cert punt i donarà un toc d'humor a l'aventura. No queda clar si està enamorada d'en Pop o d'en Henki. Ni ella mateixa sembla saber-ho.

- Ivan (Avan): és l'heroi llegendari que va derrotar en Hàdler, el Rei Dimoni, quinze anys enrere, salvant el món. Després es converteix en mestre d'herois, tant de mags com de cavallers que lluiten amb espasa. Mor per salvar la vida d'en Fly i en Pop lluitant contra en Hàdler quan aquest torna. A l'anime no surt més, però resulta que és viu i torna cap al final del manga per ajudar els seus deixebles. També és un geni cuinant i fa moltes pallassades. Disposa d'una interessant personalitat.

- Liona: és la princesa del regne de Papunika. Al principi de la història coneix en Fly, i s'enamoren. Domina els encanteris de curació i alguns d'atac i cap al final del manga el seu poder augmenta, rep un collaret de graduació de l'Ivan i col·labora en la batalla final. L'acompanyarà també un grup de joves savis; una d'elles s'enamorà de Henki, però aquest no la correspondrà.

- Blas: és un bruixot dimoni que havia estat al servei de l'exèrcit del dimoni fins que en Hàdler va morir, com tots els monstres. Viu en pau a l'illa de Dermlin amb els altres monstres i va criar en Fly des de petit. Domina bastants encanteris i intenta ensenyar màgia a en Fly perquè sigui un mag poderós, encara que aquest prefereix ser un cavaller.

- També: és un dels monstres de l'illa de Dermlin. Amic de Fly, sempre l'acompanya. Té forma de gota daurada amb ales i fa el soroll "pii". Al final del manga es descobreix què és realment, val la pena llegir-ho i no explicar-ho aquí. És l'únic monstre de Dermlin que pot sortir de la barrera protectora del Mahòkator sense tornar-se malvat.

- Maturif: mag que va lluitar amb Ivan. Ensenyarà molts encanteris i ajudarà a madurar a Pop.

- Barak: vell amic de Liona. En fa de les seves.

### Exèrcit del mal
L'exèrcit del dimoni està format per sis cossos, sis exèrcits, dirigits pel Rei Dimoni Hàdler com a general en cap. Segueix les ordres del Gran Rei Dimoni Burn. Els sis cossos representen les sis puntes d'una estrella.
- Hàdler (Haddora): és el Rei Dimoni que quinze anys enrere va estar a punt de conquerir el món. Va ser ressuscitat pel Gran Rei Dimoni Burn, que el va posar al capdavant del seu nou i més potent exèrcit com a general en cap. Al manga acaba convertint-se en una criatura diferent per tenir més poder i fins i tot per sorprenent que sembli acaba ajudant als herois i fent-se bo abans de ser completament liquidat.

- Burn: és el Gran Rei Dimoni. Fins ben entrat el manga i durant tot l'anime no es veu el seu aspecte, de manera que és bastant misteriós. Posteriorment, al manga, es descobreix que té l'aspecte d'un vell, però aquest vell no és totalment en Burn, en realitat el seu cos jove el custodia un altre personatge. En unir-se el seu poder és immens. Disposa d'una forma final provinent del seu tercer ull.

- Crocodín (Crocodine): és el Rei de les Bèsties. Dirigeix l'exèrcit de les bèsties de l'exèrcit del mal, format per tota mena d'animals i plantes monstruoses. Té forma de cocodril humanoide i es caracteritza per la seva força bruta i resistència i la seva destral del buit. Després de ser derrotat per en Fly i veure l'actitud de sacrifici i valor d'en Pop canvia de bàndol. És el que més vegades mor i ressuscita. Al manga va evolucionant i desenvolupa una nova tècnica més poderosa.

- Henki (Hyunkeru): és el cap de l'exèrcit dels immortals de l'exèrcit del mal. Es tracta del primer deixeble de l'Ivan, que va ser criat per un monstre al servei de Hàdler que va morir quinze anys enrere durant l'assalt al castell del Rei Dimoni. Odia el seu mestre i per aquest motiu, després d'aprendre'n les tècniques, va atacar l'Ivan i va entrar a l'exèrcit del mal per venjar el seu pare adoptiu. En saber la veritat sobre la mort del seu pare i ser derrotat per en Fly, canvia de bàndol igual que en Crocodín. Té molts més grans moments al manga.

- Sàntor (Freizard): és el cap de l'exèrcit de les flames de gel. És un monstre creat per en Hàdler fent servir un encanteri prohibit. Està format per flames i gel i dirigeix un exèrcit format per monstres de flama i monstres de gel. Domina tots els encanteris de foc i gel. És cruel i despietat.

- Saboera: és el cap de l'exèrcit dels bruixots. Es tracta d'un bruixot poderós i molt vell, però sense gens de força física. Sempre s'aprofita dels altres. És un ésser sense honor que juga amb els que l'envolten pel seu profit.

- Mistvurn: és el cap de l'exèrcit de les ombres. Porta una caputxa que no deixa veure com és i el seu aspecte real no es veu fins avançat el manga. És molt poderós.

- Baran: és el cap de l'exèrcit dels superdracs. Es tracta d'un Cavaller del Drac que al final de l'anime es descobreix que és el pare d'en Fly. Al manga acaba canviant de bàndol i ajudant el seu fill, fins al punt de sacrificar-se per ell. Té una transformació final en una mena de drac-humà (el drac demoníac) molt poderós. Al manga es veu que té tres servidors (la Confraria del Drac), un dels quals jugarà un paper important amb la seva llança.

- Killburn: és el déu de la mort. Col·labora amb en Burn, però obeeix les ordres d'un altre ésser. Apareix al final de l'anime i segueix apareixent al manga on es mostra amb més exactitud el seu paper real.

## Anime

### Primera sèrie  (1991)
La sèrie fou adaptada i produïda en versió d'anime per Toei Animation i Nippon Animation. Està formada per 46 capítols de 25 minuts de durada. Fou dirigida per Nobutaka Nishizawa i la música fou composta per Koichi Sugiyama, el mateix responsable la banda sonora dels videojocs de la saga Dragon Quest. Fou estrenada pel canal TBS el 17 d'octubre de 1991 fins al 24 de setembre de 1992. A causa de la manca de pressupost, la sèrie fou escurçada a 46 capítols deixant sense adaptar alguns capítols del manga i presentant un final alternatiu que no conclou la història.
A Catalunya, la sèrie d'anime fou emesa per TV3 el 13 d'abril de 1993, aconseguint un notable èxit. Posteriorment, fou reemesa pel canal K3 en diverses ocasions.
Al País Valencià, també ho va fer Canal 9, amb un doblatge propi, entre juny i juliol del 1993 i entre 1995 i 1996.

### Segona Sèrie (2020)
Durant el Jump Festa 2020 es va anunciar que hi hauria una nova adaptació de l'anime que s'estrenaria a la tardor de 2020. L'anime va ser prodüit per Toei Animation i fou un híbrid d'animació 2D i CGI. La sèrie va durar 100 capítols, estrenant-se a TV Tokyo i altres afiliades el 3 d'octubre de 2020. L'emissió de la sèrie va quedar aturada a partir del 12 de març de 2022, quan estava prevista l'emissió del capítol 73, després que Toei Animation va revelar que els seus servidors havien estat vulnerats per un tercer no autoritzat. L'emissió es va reprendre el 16 d'abril de 2022 i finalitzà el 22 d'octubre del mateix any.
Toei emet simultàniament amb subtítols en anglès a Amèrica del Nord, Nova Zelanda, Àfrica i Europa a través de Crunchyroll, alhora que via Hulu als Estats Units.